# Konorzatka
Konorzatka [pronunciación en polaco: /kɔnɔˈʐatka/] es un pueblo en el distrito administrativo de Gmina Adamów, dentro del distrito de Łuków, voivodato de Lublin, en Polonia oriental. Se encuentra aproximadamente 5 kilómetros al sur de Adamów, 25 kilómetros al sudoeste de Łuków, y 57 kilómetros al noroeste de la capital regional, Lublin.
El pueblo tiene una población de 220 habitantes.